# Kokona Hiraki
Kokona Hiraki (開心那 Hiraki Kokona?), född 26 augusti 2008, är en japansk skateboardåkare.

## Karriär
Vid olympiska sommarspelen 2020 i Tokyo tävlade Hiraki i den första upplagan av skateboard som OS-gren och tog då silver i park efter att ha slutat efter landsmaninnan Sakura Yosozumi. Hon blev även Japans yngsta olympiska deltagare genom tiderna. Vid OS 2024 tog hon åter silver i disciplinen park.